# Vourey
Vourey – miejscowość i gmina we Francji, w regionie Owernia-Rodan-Alpy, w departamencie Isère.
Według danych na rok 1990 gminę zamieszkiwało 1236 osób, a gęstość zaludnienia wynosiła 180 osób/km² (wśród 2880 gmin regionu Rodan-Alpy Vourey plasuje się na 669. miejscu pod względem liczby ludności, natomiast pod względem powierzchni na miejscu 1367.).